# Groupe résoluble
En mathématiques, un groupe résoluble est un groupe qui peut être construit à partir de groupes abéliens par une suite finie d'extensions.

## Histoire
La théorie des groupes tire son origine de la recherche de solutions générales (ou de leur absence) pour les racines des polynômes de degré 5 ou plus. Le concept de groupe résoluble provient d'une propriété partagée par les groupes d'automorphismes des polynômes dont les racines peuvent être exprimées en utilisant seulement un nombre fini d'opérations élémentaires (racine n-ième, addition, multiplication, , etc.).

## Définition
Un groupe G est résoluble lorsqu'il existe une suite finie G0, G1, …, Gn de sous-groupes de G telle que :
{\displaystyle \{e\}=G_{0}\triangleleft G_{1}\triangleleft \ldots \triangleleft G_{n-1}\triangleleft G_{n}=G}
où la notation {\displaystyle \triangleleft } signifie que pour tout i ∈ [0,n–1], Gi est un sous-groupe normal de Gi+1, et le groupe quotient Gi+1/Gi est abélien ({\displaystyle \{e\}} est le sous-groupe trivial de G).
G0, G1, …, Gn est donc une chaîne normale (en) dont tous les facteurs sont abéliens.
La suite G0, G1, …, Gn est dite suite de résolubilité de G. Si pour tout i∈[0,n–1], Gi ≠ Gi+1 (c’est-à-dire qu'il s'agit de sous-groupes propres), on l'appelle suite de résolubilité sans répétition.
Un groupe est résoluble si et seulement si sa suite dérivée est stationnaire à {e}. Le plus petit entier naturel n tel que Dn(G) = {e} est alors appelé la classe de résolubilité de G. Un groupe non trivial G est donc résoluble de classe n (≥ 1) si et seulement si son groupe dérivé D(G) est résoluble de classe n – 1.

## Propriétés
- Les groupes résolubles de classe ≤ 1 sont les groupes abéliens.
- Tout sous-groupe d'un groupe résoluble est résoluble.
- Tout groupe quotient d'un groupe résoluble (par un sous-groupe normal) est résoluble (ce qu'on peut reformuler en : s'il existe un morphisme de groupes surjectif d'un groupe résoluble sur G, alors G est résoluble).
- Si H est distingué dans G et est résoluble de classe q et G/H est résoluble de classe p, alors G est résoluble de classe inférieure ou égale à p + q.
- Un groupe simple est résoluble si et seulement s'il est commutatif, ce qui a lieu si et seulement si c'est un groupe d'ordre premier (donc cyclique fini).
- Un groupe fini est résoluble si et seulement si, dans « sa » suite de Jordan-Hölder, chaque groupe quotient est d'ordre premier (puisque pour un groupe résoluble, les quotients d'une suite de Jordan-Hölder sont à la fois simples et résolubles).
- Un groupe d'ordre n est résoluble si et seulement s'il vérifie la « réciproque » partielle suivante du théorème de Lagrange : pour tout diviseur d de n tel que d et n/d soient premiers entre eux, G possède un sous-groupe (de Hall) d'ordre d.
- Le théorème de Chafarevich, démontré en 1954, énonce que tout groupe résoluble est groupe de Galois d'un corps de nombres.

## Exemples
- Tout groupe d'ordre strictement inférieur à 60 est résoluble.
- Pour n ≥ 5, le groupe alterné An est simple et non abélien, donc non résoluble.
- Le groupe symétrique Sn n'est donc résoluble que si n ≤ 4.
- Tous les groupes nilpotents sont résolubles.
- Le groupe des matrices n×n triangulaires supérieures inversibles à coefficients dans un anneau commutatif A est résoluble, comme extension du groupe abélien (A×)n par le groupe nilpotent Hn(A).
- Si G est un groupe fini dont tous les sous-groupes propres sont nilpotents, alors G est résoluble (c'est le théorème de Schmidt).

## Théorème de Feit-Thompson
Tout groupe fini  d’ordre impair est résoluble.
Il en résulte que tout groupe fini simple non abélien est d’ordre pair et contient donc au moins une involution (c'est-à-dire un élément d'ordre 2).